# ブラックドッグ (亡霊)
ブラックドッグ (black dog) は、イギリス全土に伝わる黒い犬の姿をした不吉な妖精のこと。ヘルハウンド (hellhound)、黒妖犬とも。
たいていの場合は、燃えるような赤い目に黒い体の大きな犬の姿で、夜中に古い道や十字路に現れる。
16世紀イギリスの劇作家シェイクスピアの『マクベス』の作中で魔女が言及する、「魔女の女王である地獄の女神ヘカテーの猟犬たち」がそのイメージの根源と考えられている。 ヘカテーは中世以降のヨーロッパで「松明を掲げて犬を従え、夜の三叉路に現れる」とされ、魔女が信仰していると考えられていた。
ヘカテーの本来の姿は古代ギリシアの新月の女神であり、その眷族には犬や狼が挙げられる。月のない夜を象徴するヘカテーの従者は、当然ながら黒い色で想像された。ヘカテーは再生と共に死も司る女神であり、彼女に従属するブラックドッグたちは、死の先触れや死刑の執行者としての側面を持つ。

## 伝承
ブラックドッグについて最も古い伝承は、14世紀にデボン州南部のダートムーアに現れ、人を殺した黒い犬の話である。16世紀にはサフォーク州のブライスバーグ教会に黒い犬が現われ、2人を殺害した話もある。18世紀（1972年）にもデボン州の農家に現れ、火かき棒を投げつけられると硫黄のにおいと共に突然消えたという話もある。
ブラックドッグの出現する場所はデボン州ばかりではない。首都ロンドンのアーメン・コートにあるニューゲート監獄跡地には「ニューゲートのブラックドッグ」と呼ばれる、13世紀に死んだ囚人が化けた、口から血を滴らせた黒犬が徘徊するといわれている。また、マン島のピール城の番兵詰所に現れ、番兵1人をショック死させた黒い犬「モーザ・ドゥーグ」または「モディ・ドゥー」、ランカシャーの人間に化ける黒犬「ヘアリージャック（毛むくじゃらのジャック）」は特に有名である。そのほか、ノーフォーク、バッキンガムシャー、ハートフォード、ケンブリッジ、ドーセット、チャネル諸島にも類似の黒い不吉な犬が現れるという伝承がある。
イギリスでは新しく墓を造る際に「最初に埋められた死人は天国に行けず墓地の番人になる」という迷信から、黒犬を埋める場合があった。この墓守犬（チャーチグリム、教会グリム。グリムは人間に近しい妖精全般を指す）も黒い体に赤い目のブラックドッグだが、墓地を墓荒らしから守る以外に人を驚かせたり傷つけることはない。道に迷った子供を助けたり、教会の葬儀の鐘に合わせて遠吠えを上げて死者の魂の行き先を神父に知らせるなど、基本的に温和である。ただし、本質的な死の先触れとしての性質は失っていない。

## ギャラリー

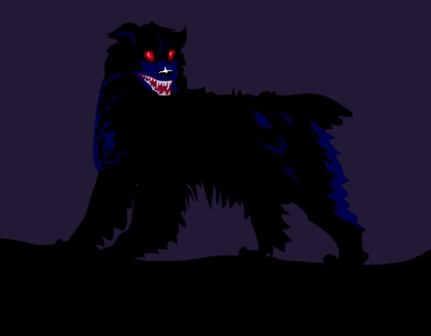
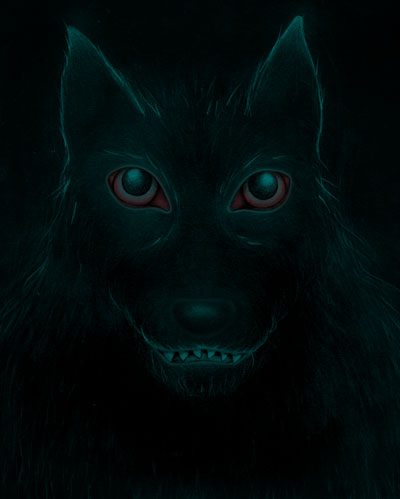
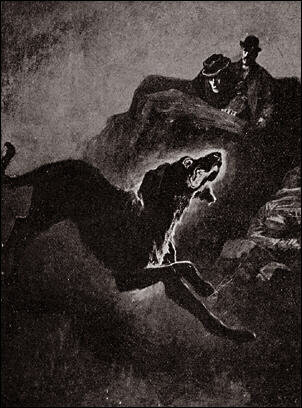